# Borato de césio e lítio
CsLiB6O10 (Borato de césio e lítio, CLBO) é um cristal não linear para aplicações em ultravioleta e gera no nd:YAG o quarto e quinto harmônicos no laser de comprimento de onda (1064 nm).

## Propriedades não lineares do CLBO
| Harmonics wavelength (nm) | Phase-matching angle (°) | Calculated deff (pm/V) | Walk-off angle (°) | Angular bandwidth (mrad·cm) | Spectral bandwidth (nm·cm) | Temperature bandwidth (°C·cm) |
| ------------------------- | ------------------------ | ---------------------- | ------------------ | --------------------------- | -------------------------- | ----------------------------- |
| 266                       | 61.6                     | 0.84                   | 1.83               | 0.49                        | 0.13                       | 8.3                           |
| 213                       | 67.3                     | 0.87                   | 1.69               | 0.42                        | 0.16                       | 5.1                           |